# Ammoniumthiocyanat
Ammoniumthiocyanat (veraltet: Ammoniumrhodanid) ist das Ammoniumsalz der Thiocyanwasserstoffsäure (veraltet: Rhodanwasserstoffsäure, HSCN) mit der Formel NH4SCN.

## Eigenschaften
Ammoniumthiocyanat bildet farb- und geruchlose, hygroskopische, in Wasser und Ethanol leicht lösliche Kristalle mit einer Dichte von 1,3 g/cm3.

## Herstellung
Ammoniumthiocyanat kann aus Schwefelkohlenstoff und Ammoniak unter Druck und erhöhter Temperatur hergestellt werden:
{\displaystyle \mathrm {CS_{2}+2\ NH_{3}\longrightarrow NH_{4}SCN+H_{2}S} }

## Verwendung
Verwendet wird es als Stabilisator für fotografische Entwickler, als Vulkanisationsbeschleuniger, als Beschleuniger für Mörtel und Beton und in Herbiziden.
In der analytischen Chemie dient es als Nachweisreagenz von Eisen(III)-Ionen. Die sehr intensive rote Farbe in wässriger Lösung ist auf das Vorhandensein von undissoziiertem [Fe(SCN)3(H2O)3] neben den Ionen [Fe(SCN)2(H2O)4]+ und [Fe(SCN)(H2O)5]2+ zurückzuführen.

## Eigenschaften
Es lagert sich ab einer Temperatur von 70 °C teilweise in Thioharnstoff um, analog zur Wöhlerschen Harnstoffsynthese aus Ammoniumcyanat. Durch Einengen einer wässrigen Lösung lässt sich Thioharnstoff gewinnen.

## Sicherheitshinweise
Ammoniumthiocyanat wurde 2013 von der EU gemäß der Verordnung (EG) Nr. 1907/2006 (REACH) im Rahmen der Stoffbewertung in den fortlaufenden Aktionsplan der Gemeinschaft (CoRAP) aufgenommen. Hierbei werden die Auswirkungen des Stoffs auf die menschliche Gesundheit und die Umwelt neu bewertet und ggf. Folgemaßnahmen eingeleitet. Ursächlich für die Aufnahme von Ammoniumthiocyanat waren Besorgnisse bezüglich hoher (aggregierter) Tonnage, hohem Risikoverhältnis (Risk Characterisation Ratio, RCR) und weit verbreiteter Verwendung sowie der Gefahren ausgehend von einer möglichen Zuordnung zur Gruppe der CMR-Stoffe sowie als potenzieller endokriner Disruptor. Die Neubewertung führte Tschechien ab 2015 durch. Der Abschlussbericht ergab keine Notwendigkeit für EU-weite regulatorische Maßnahmen.